# Archaeplastida
Archaeplastida (ili kraljevstvo Plantae sensu lato) glavna su grupa eukariota, koju čine crvene alge (Rhodophyta), zelene alge i kopnene biljke, i neke manje grupe kao što su glaukofite.